# Batalla de Tacuarembó
La batalla de Tacuarembó fue el último enfrentamiento armado de la Invasión luso-brasileña a la Provincia oriental, ocurrido el 22 de enero de 1820 entre las tropas independentistas de José Gervasio Artigas, comandadas por Andrés Latorre, y las portuguesas, comandadas por José de Castelo Branco Correia, 1.er Conde de Figueira, capitán general de la Capitanía General de San Pedro del Río Grande del Sur. El resultado de la batalla fue una aplastante derrota de las fuerzas artiguistas, poniendo fin a la resistencia contra la invasión luso-brasileña de 1816.

## Antecedentes
La resistencia al invasor portugués comenzó en el año 1820 con una nueva derrota en enero. Andrés Latorre fue sorprendido y derrotado en la Quebrada de Belarmino, con lo que se vio forzado a reingresar al territorio de la Banda Oriental. Latorre penetró hasta Tacuarembó, donde montó campamento esperando órdenes de Artigas, que había ido a Mataojo a buscar caballos.
Latorre comandaba la división de Misiones, que funcionaba como la vanguardia, y copiosas lluvias la habían dejado aislada al otro lado del río y no se tomó ninguna medida para mediar la situación.

## La batalla
El 22 de enero de 1820 el conde Figueira atacó el campamento de Latorre por sorpresa a las 8 de la mañana y derrotó a las fuerzas artiguistas. Su caballería hizo enormes estragos entre los orientales. Los patriotas que se encontraban acampando, en su mayoría indios de las antiguas misiones jesuíticas, fueron sorprendidos por el enemigo mientras dormían. Montó el escuadrón de servicio y sonó el cañonazo de alarma cuando aparecieron columnas de portugueses a todo galope mientras los orientales aún no reaccionaban. Sotelo intentó formar y arengar a sus misioneros pero murió rodeado de enemigos. Rápidamente muchos indios empezaron a lanzarse al agua sin haber tomado las armas. Prácticamente no hubo batalla, sino desbandada general. Los vencedores se llevaron 5400 caballos. Latorre logró retirarse con 600 seguidores.
Según el parte portugués, sus soldados realizaron una gran matanza: 800 muertos y 500 heridos por el bando artiguista y solamente 1 muerto y 5 heridos en el campo de batalla por el bando portugués. El parte de los portugueses es difícilmente creíble, ya que la cifra de muertos y heridos resulta exagerada. De acuerdo con Lincoln Maiztegui Casas, esas cifras hubieran sido el resultado de un terrible degollatina después del combate, cosa que no aparece en ninguno de los registros, ni en el portugués ni en el oriental. Tampoco existen registros de ninguna de las dos partes sobre qué pasó con esos 500 supuestos heridos.
Cuando los portugueses irrumpieron en el campamento, el río estaba muy crecido, por lo cual éste no permitía el paso. Ramón de Cáceres, quien estaba en la orilla opuesta del río, lo narraba así:

Tan fuimos sorprendidos, que no había montado más que un escuadrón de servicio. Cuando entraron las columnas portuguesas a galopar por el campamento y aquellos pobres soldados no tuvieron otro arbitro que echarse al agua para salvarse a nado, nosotros, en la margen opuesta, veíamos aquel desastroso sin poderlo remediar, y su presencia no servía sino para desmoralizarnos. No hallaron los portugueses con quien pelear, porque ya se había producido la más espantosa derrota.

La batalla se habría librado en las puntas del arroyo Tacuarembó Chico, aunque hay investigaciones que sostienen que tuvo lugar en territorio del actual departamento de Rivera, en el triángulo que forman los arroyos Valiente y Aurora al desembocar en el río Tacuarembó, cerca de la actual estación Ataques.

## Consecuencias
Desde Mataojo (actual departamento de Salto), Artigas ordenó a Fructuoso Rivera que se incorporara, pero Don Fructuoso, que se encontraba acampando en el paraje Tres Árboles, en las cercanías del río Queguay Grande (en campos de la actual Estancia Buen Retiro, Departamento de Paysandú), sin posibilidad de dar batalla, ya había celebrado un armisticio con Bento Manuel Ribeiro, con el Acuerdo de Tres Árboles, por el cual Carlos Federico Lecor aceptó que conservara la jefatura de las fuerzas armadas de la provincia y que a los orientales no se les quitara sus tierras, a cambio de que "el patrón", como se le comenzó a llamar al caudillo oriental, Fructuoso Rivera, en el lugar, fuera garante de la paz. Artigas, entonces, cruzó con 300 hombres el río Uruguay, dirigiéndose a Ávalos, donde había de procurar el apoyo de sus aliados entrerrianos y correntinos para sustentar su ya vacilante Protectorado. Francisco Ramírez, quien pretendía extender su mando a toda la región, lo enfrentó por las armas, produciéndose una serie de combates en junio y julio de 1820. Artigas, ya sin hombres ni recursos, se exilió en Paraguay.
La batalla de Tacuarembó puso definitivo fin a la resistencia oriental. El «desastre de Tacuarembó» fue el último enfrentamiento entre orientales y portugueses en el curso de la invasión y, con el "Acuerdo de Tres Árboles", sumado a la traición de Ramírez a Artigas y su exilio en Paraguay, se puso fin al período histórico, la Revolución Oriental.